# Holton, Kansas
Holton är administrativ huvudort i Jackson County i Kansas. Orten har fått sitt namn efter handelsmannen Edward D. Holton. Enligt 2020 års folkräkning hade Holton 3 401 invånare.